# Llorts
Llorts è un villaggio di Andorra, nella parrocchia di Ordino con 163 abitanti (dato 2010) .